# Локве (Чрномељ)
Локве (словен. Lokve) су насељено место у општини Чрномељ, регија Југоисточна Словенија, Словенија.

## Историја
До територијалне реорганизације у Словенији биле су у саставу старе општине Чрномељ.

## Становништво
У попису становништва из 2011. године, Локве су имале 514 становника.
| Број становника према пописима | Број становника према пописима | Број становника према пописима |
| ------------------------------ | ------------------------------ | ------------------------------ |
| 1991                           | 2002                           | 2011                           |
| 354                            | 456                            | 514                            |

Напомена: Године 2015. извршена је мања размена територија између насеља Чрномељ и Локве.